# Kokusai Ku-8
Kokusai Ku-8 (яп. 四式特別輸送グライダー - Важкий армійський транспортний планер Тип 4) — серійний планер Імперської армії Японії періоду Другої світової війни.
Кодова назва союзників - «Гус» (англ. Goose), пізніше «Гендер» (англ. Gander).

## Історія створення
У 1941 році Імперська армія Японії прийняла на озброєння транспортний літак Kokusai Ki-59. Але після випуску 59 екземплярів армія прийняла на озброєння досконалішого літака Tachikawa Ki-54.
Але фірма Kokusai не відмовилась від своєї розробки і переобладнала літак у планер. Для цього були демонтовані двигуни, а на додачу до колісного шасі були змонтовані дві лижі. Літак Отримав позначення «Експериментальний важкий армійський планер» (або Ku-8-I). Випробування показали, що планер потребує серйозного доопрацювання. Так, була зміцнена конструкція крила, а також носова частина, через яку відбувалось завантаження та розвантаження планера. Після доопрацювань планер був прийнятий на озброєння під назвою «Важкий армійський транспортний планер Тип 4» (або Ku-8-II).
Зазвичай планер буксирувався літаком Ki-21-II. Він міг транспортувати до 20 екіпірованих десантників або легку гармату з обслугою. Всього було випущено близько 700 машин. Ku-8 став єдиним японським планером, що масово використовувався японською армійською авіацією.

## Тактико-технічні характеристики

### Технічні характеристики
- Пасажири: 20 осіб
- Довжина: 13,31 м
- Розмах крила: 23,20 м
- Маса спорядженого: 3 500 кг

### Льотні характеристики
- Максимальна швидкість буксирування: 224 км/г

## Модифікації
- Ku-8-I — прототип
- Ku-8-II — серійний варіант